# بروس بوسطن
بروس بوسطن (بالإنجليزية: Bruce Boston)‏ (1943)؛ روائي أمريكي.